# Коли дощ і вітер стукають у вікно
«Коли дощ і вітер стукають у вікно» (латис. «Kad lietus un vēji sitas logā») — радянський пригодницький художній фільм 1967 року, знятий за однойменною документальною повістю Арвіда Грігуліса.

## Сюжет
Детективний фільм про боротьбу зі шпигунством і лісовими братами на території Радянської Латвії. Кінець 1940-х років. Від західних «господарів» на батьківщину повертається Лейнасар із завданням налагодити контакт з лісовими братами, що дають опір радянській владі. На цьому тлі розгортається драма людини, яка попри все намагається повернути минуле.

## У ролях
- Харій Лієпіньш — Лейнасар (дублює Володимир Дружников)
- Едуардс Павулс — Карнітіс
- Юріс Плявіньш — Фред (дублює Микола Александрович)
- Улдіс Пуцитіс — Пакрастинь (дублює Анатолій Ігнатьєв)
- Ліліта Озоліня — Велта
- Мара Земдега — Рута Думпе
- Антонія Янсоне — Пілага (дублює Ірина Чувельова)
- Володимир Козел — Гайгал
- Альфред Віденієкс — Калнозолс
- Артур Дімітерс — Тейш (дублює Юрій Саранцев)
- Микола Мурнієкс — Пілманіс
- Артур Калейс — Рієкстинь
- Хелмарс Велзе — Гоба
- Вайроніс Яканс — Межнієкс
- Алфонс Калпакс — епізод
- Гірт Яковлєв — співробітник КДБ (немає в титрах)

## Знімальна група
- Автори сценарію: Еміль Брагінський, Освальд Кубланов
- Режисер-постановник: Алоїз Бренч
- Оператор-постановник: Генріх Піліпсон
- Композитор: Паул Дамбіс
- Художник-постановник: Гунарс Балодіс
- Звукооператор: А. Патрикєєва
- Режисер: Р. Гінтере
- Монтажер: М. Чардиніна
- Директор: Аугустс Петерсонс